# 海島花葉蘚
海島花葉蘚（学名：Calymperes tahitense）为花葉蘚科花葉蘚屬下的一个种。

## 扩展阅读
- 維基物種上的相關：海島花葉蘚